# 1+1 (電視頻道)
1+1（羅馬化：odyn plius odyn）是烏克蘭1+1媒體集團的其中一個電視頻道。1+1覆蓋烏克蘭全國95%的國土，目標觀眾是18歲至54歲的觀眾。1+1电视台成立于1995年8月，同年9月开播，1+1媒體集團下屬另外有六個頻道，如2+2與PLUSPLUS等。
开播初期，1+1电视台与原苏联乌克兰电视台第二套节目（УТ-2）共用广播频段。随着1+1电视台的节目时段增加，УТ-2的播出时间逐渐减少。2004年乌克兰爆发橙色革命，受此影响，УТ-2正式停播。至此，1+1电视台完全占用该频段播出节目。
现时此频道主打娱乐类节目，2004年7月1日前，该频道每天分为2个时段播出节目（7：00-10：00/14：00-次日凌晨2：00），自2004年7月1日起，该频道开始全天24小时播出。

## 外部連結
- 1+1頻道官方網站（乌克兰語）（俄文）
- 2+2頻道官方網站
- 1+1國際頻道官方網站（乌克兰語）（俄文）（英文）
- 1+1頻道的Facebook專頁
- 1+1頻道影劇的Facebook專頁
- 2+2頻道的Facebook專頁
- YouTube上的1+1頻道頻道
- YouTube上的1+1國際頻道頻道（乌克兰語）（俄文）（英文）
- YouTube上的2+2頻道頻道
- 1+1頻道的Instagram帳戶
- 1+1頻道影劇的Instagram帳戶
- Daily newspaper with articles on "1+1"